# Registro Nacional de Lugares Históricos na Paróquia de East Baton Rouge

Localização da Paróquia de East Baton Rouge na Luisiana.

Esta é a lista de lugares históricos da Paróquia de East Baton Rouge, Luisiana, listados no Registro Nacional de Lugares Históricos.
Existem 80 propriedades e distritos da paróquia listados no Registro Nacional, incluindo três National Historic Landmarks.

## Listagem atual
Legenda:
| NRHP | Registro Nacional de Lugares Históricos |
| NHL  | Marco Histórico Nacional                |
| NHLD | Distrito Histórico Nacional             |
| HD   | Distrito Histórico                      |
| NHS  | Local Histórico Nacional                |
| NMEM | Memorial Nacional dos EUA               |
| NMON | Monumento Nacional dos EUA              |
| NHP  | Parque Histórico Nacional dos EUA       |
| NMP  | Parque Nacional Militar dos EUA         |

| [ 1 ] | Nome                                                 | Imagem | Data de inclusão        | Endereço e coordenadas | Localidade    | Observações                                                                                           |
| ----- | ---------------------------------------------------- | ------ | ----------------------- | --- | ------------- | --- |
| 1     | Adams House                                          |        | 8 de maio de 1998       | 421 S. 7th 30° 27′ 02″ N, 91° 11′ 01″ O | Baton Rouge   | |
| 2     | Audubon Plantation House                             |        | 14 de maio de 1987      | 21371 Hoo Shoo Too Rd. 30° 21′ 03″ N, 90° 57′ 11″ O | Baton Rouge   | |
| 3     | Igreja Presbiteriana de Baker                        |        | 1 de março de 1990      | 3015 Groom Rd. 30° 35′ 18″ N, 91° 10′ 09″ O | Baker         | |
| 4     | Barthel Pigeonnier                                   |        | 13 de julho de 1983     | 2161 Nicholson Dr. 30° 25′ 34″ N, 91° 11′ 11″ O | Baton Rouge   | |
| 5     | Baton Rouge High School                              |        | 6 de novembro de 1986   | 2825 Government St. 30° 26′ 42″ N, 91° 09′ 34″ O | Baton Rouge   | |
| 6     | Baton Rouge Junior High School                       |        | 27 de setembro de 1984  | 1100 Laurel St. 30° 27′ 00″ N, 91° 10′ 42″ O | Baton Rouge   | |
| 7     | Cemitério Nacional de Baton Rouge                    |        | 9 de julho de 1997      | 220 N. 19th St. 30° 27′ 00″ N, 91° 10′ 03″ O | Baton Rouge   | |
| 8     | Baton Rouge Waterworks Company Standpipe             |        | 4 de dezembro de 1973   | 131 Lafayette St. 30° 26′ 51″ N, 91° 11′ 22″ O | Baton Rouge   | |
| 9     | Distrito Histórico de Beauregard Town                |        | 14 de outubro de 1980   | Louisiana Highway 73; also Front St.; also Mayflower St.; also roughly bounded by Mayflower, Interstate 10, S. 10th St., and Royal and St Charles Sts. 30° 26′ 37″ N, 91° 11′ 04″ O | Baton Rouge   | |
| 10    | Belisle Building                                     |        | 19 de outubro de 1993   | 344 e 350 3rd St. 30° 26′ 59″ N, 91° 11′ 16″ O | Baton Rouge   | |
| 11    | Broussard House                                      |        | 10 de julho de 2003     | 4512 Highland Rd. 30° 24′ 05″ N, 91° 10′ 14″ O | Baton Rouge   | |
| 12    | Capital City Press Building                          |        | 16 de outubro de 1986   | 340 Florida 30° 26′ 55″ N, 91° 11′ 16″ O | Baton Rouge   | |
| 13    | Central Fire Station                                 |        | 5 de abril de 1984      | 427 Laurel St. 30° 27′ 02″ N, 91° 11′ 09″ O | Baton Rouge   | |
| 14    | City Park Golf Course                                |        | 20 de dezembro de 2002  | 1442 City Park Ave. 30° 25′ 53″ N, 91° 10′ 02″ O | Baton Rouge   | |
| 15    | Cushman House                                        |        | 20 de fevereiro de 1991 | 1606 Main St. 30° 35′ 29″ N, 91° 10′ 02″ O | Baker         | |
| 16    | Distrito Histórico do Centro de Baton Rouge          |        | 10 de novembro de 2009  | 3rd St. entre a Main St. e North Boulevard; 210-240 Laurel e 301-355 North Boulevard 30° 27′ 05,32″ N, 91° 11′ 18,05″ O                                                             | Baton Rouge   | |
| 17    | Distrito Histórico de Drehr Place                    |        | 13 de novembro de 1997  | Roughly bounded by Government, 22nd, Myrtle, and St. Rose Sts. 30° 26′ 28″ N, 91° 09′ 49″ O                                                                                         | Baton Rouge   | |
| 18    | Dufrocq School                                       |        | 28 de março de 2002     | 330 S. 19th St. 30° 26′ 43″ N, 91° 10′ 07″ O | Baton Rouge   | |
| 19    | Fairhaven Plantation House                           |        | 11 de fevereiro de 1988 | 18630 Samuel Rd. 30° 37′ 45″ N, 91° 14′ 00″ O | Zachary       | |
| 20    | Florence Coffee House                                |        | 20 de janeiro de 1980   | 130 Main St. 30° 27′ 03″ N, 91° 11′ 24″ O | Baton Rouge   | |
| 21    | The French House                                     |        | 13 de janeiro de 1982   | Campus da Universidade do Estado da Luisiana 30° 24′ 38″ N, 91° 10′ 29″ O | Baton Rouge   | |
| 22    | Fuqua Hardware Store Building                        |        | 12 de maio de 1999      | 358 3rd St. 30° 27′ 00″ N, 91° 11′ 16″ O | Baton Rouge   | |
| 23    | Gracelane Plantation House                           |        | 29 de agosto de 1997    | 14444 Perkins Rd. 30° 21′ 44″ N, 91° 03′ 30″ O | Baton Rouge   | |
| 24    | Hart House                                           |        | 1 de agosto de 1980     | Iowa St. 30° 25′ 35″ N, 91° 11′ 09″ O | Baton Rouge   | |
| 25    | Heidelberg Hotel                                     |        | 20 de maio de 1982      | 201 Lafayette St.; também 200 Lafayette St. 30° 26′ 55″ N, 91° 11′ 23″ O | Baton Rouge   | 200 Lafayette representa o limite acrescido em 5 de agosto de 2008, e Heidelberg Hotel and Hotel King |
| 26    | Highland Stockade                                    |        | 2 de março de 2000      | Endereço restrito | Baton Rouge   | |
| 27    | Distrito Histórico de Kleinert Terrace               |        | 5 de março de 1998      | Aproximadamente limitado by Myrtle Ave., Perkins Rd., Broussard Ave., e Eugene St. 30° 26′ 14″ N, 91° 09′ 50″ O                                                                     | Baton Rouge   | |
| 28    | Kleinpeter House                                     |        | 13 de agosto de 1986    | Perkins Rd. 30° 20′ 43″ N, 91° 01′ 14″ O | Baton Rouge   | |
| 29    | Knox Building                                        |        | 8 de agosto de 2006     | 447 3rd St. 30° 27′ 03″ N, 91° 11′ 18″ O | Baton Rouge   | |
| 30    | Kress Building                                       |        | 10 de agosto de 2006    | 445 3rd St. 30° 27′ 02″ N, 91° 11′ 18″ O | Baton Rouge   | |
| 31    | Lee Site (16 EBR 51)                                 |        | 27 de dezembro de 1984  | Endereço restrito | Baton Rouge   | |
| 32    | Leland College                                       |        | 10 de novembro de 1982  | Oeste de Baker saindo pela Louisiana Highway 19 30° 35′ 34″ N, 91° 10′ 52″ O | Baker         | |
| 33    | Les Chenes Verts                                     |        | 21 de janeiro de 1993   | Cruzamento da Highland Rd. e Jean Lafitte Ave. 30° 20′ 51″ N, 91° 03′ 48″ O | Baton Rouge   | |
| 34    | Longwood                                             |        | 7 de julho de 1983      | 10417 River Rd. 30° 20′ 28″ N, 91° 08′ 24″ O | Baton Rouge   | |
| 35    | Edifício e Jardins do Capitólio Estadual da Luisiana |        | 9 de junho de 1978      | Capitol Dr. 30° 27′ 24″ N, 91° 11′ 09″ O | Baton Rouge   | |
| 36    | Universidade do Estado da Louisiana, Baton Rouge     |        | 15 de setembro de 1988  | Highland Rd. 30° 24′ 49″ N, 91° 10′ 45″ O | Baton Rouge   | |
| 37    | LSU Campus Mounds                                    |        | 1 de março de 1999      | Cruzamento da Dalrymple Dr. e Fieldhouse Dr. no campus da Universidade do Estado da Luisiana 30° 24′ 54″ N, 91° 10′ 53″ O                                                           | Baton Rouge   | |
| 38    | Magnolia Cemitery                                    |        | 31 de janeiro de 1985   | Limitado pela Main, 19th, Florida, e 22nd Sts. 30° 27′ 03″ N, 91° 10′ 02″ O | Baton Rouge   | |
| 39    | Magnolia Mound Plantation Dependency                 |        | 9 de agosto de 1977     | 2530 Vermont St. 30° 25′ 26″ N, 91° 11′ 02″ O | Baton Rouge   | |
| 40    | Magnolia Mound Plantation House                      |        | 7 de setembro de 1972   | 2161 Nicholson Dr. 30° 25′ 34″ N, 91° 11′ 13″ O | Baton Rouge   | |
| 41    | Distrito Histórico de Main Street                    |        | 7 de novembro de 1985   | 442-660 Main St. 30° 27′ 04″ N, 91° 11′ 05″ O | Baton Rouge   | |
| 42    | Manship House                                        |        | 21 de novembro de 1980  | 2250 Kleinert Ave. 30° 26′ 27″ N, 91° 09′ 45″ O | Baton Rouge   | |
| 43    | McKinley High School                                 |        | 16 de novembro de 1981  | 1500 East Boulevard 30° 26′ 01″ N, 91° 10′ 44″ O | Baton Rouge   | |
| 44    | Mount Hope Plantation House                          |        | 3 de dezembro de 1980   | 8151 Highland Rd. 30° 22′ 21″ N, 91° 07′ 45″ O | Baton Rouge   | |
| 45    | Nicholson School                                     |        | 24 de janeiro de 1995   | 1143 North St. 30° 27′ 11″ N, 91° 10′ 40″ O | Baton Rouge   | |
| 46    | Old Louisiana Governor's Mansion                     |        | 24 de julho de 1975     | 502 North Boulevard 30° 26′ 47″ N, 91° 11′ 06″ O | Baton Rouge   | |
| 47    | Antigo Capitólio Estadual de Luisiana                |        | 12 de janeiro de 1973   | North Boulevard e St. Philip St. 30° 26′ 48″ N, 91° 11′ 19″ O | Baton Rouge   | |
| 48    | Antiga Agência Postal                                |        | 9 de junho de 1980      | 355 North Boulevard 30° 26′ 49″ N, 91° 11′ 13″ O | Baton Rouge   | |
| 49    | Ory House                                            |        | 21 de janeiro de 1993   | Cruzamento da Highland Rd. e Jean Lafitte Ave. 30° 20′ 52″ N, 91° 03′ 47″ O | Baton Rouge   | |
| 50    | Pecue House                                          |        | 14 de abril de 1994     | 2260 Myrtle Ave. 30° 26′ 18″ N, 91° 09′ 49″ O | Baton Rouge   | |
| 51    | Pentagon Barracks                                    |        | 26 de julho de 1973     | North Riverside Mall 30° 27′ 19″ N, 91° 11′ 20″ O | Baton Rouge   | |
| 52    | Sítio Arqueológico Sarah Peralta                     |        | 2 de março de 1995      | Endereço restrito | Baton Rouge   | |
| 53    | Joseph Petitpierre-Kleinpeter House                  |        | 23 de janeiro de 1986   | 5544 Highland Rd. 30° 23′ 30″ N, 91° 09′ 26″ O | Baton Rouge   | |
| 54    | Planter's Cabin                                      |        | 23 de agosto de 1984    | 7815 Highland Rd. 30° 22′ 31″ N, 91° 08′ 01″ O | Baton Rouge   | |
| 55    | Cemitério Nacional de Port Hudson                    |        | 20 de maio de 1999      | 20978 Port Hickey Rd. 30° 39′ 37″ N, 91° 16′ 26″ O | Zachary       | |
| 56    | Potts House                                          |        | 14 de setembro de 1972  | 831 North St. 30° 27′ 11″ N, 91° 10′ 52″ O | Baton Rouge   | |
| 57    | Powder Magazine                                      |        | 4 de junho de 1973      | State Capitol Dr. 30° 27′ 27″ N, 91° 11′ 38″ O | Baton Rouge   | |
| 58    | Templo Maçônico de Prince Hall                       |        | 2 de junho de 1994      | 1335 North Boulevard 30° 26′ 51″ N, 91° 10′ 31″ O | Baton Rouge   | |
| 59    | Rabalais House                                       |        | 24 de junho de 2010     | 1300 Steele Blvd. 30° 26′ 14″ N, 91° 09′ 03″ O | Baton Rouge   | |
| 60    | Reiley-Reeves House                                  |        | 24 de maio de 1979      | 810 Park Boulevard 30° 26′ 26″ N, 91° 10′ 08″ O | Baton Rouge   | |
| 61    | Reymond House                                        |        | 3 de junho de 1998      | 7250 Goodwood Boulevard 30° 26′ 30″ N, 91° 06′ 42″ O | Baton Rouge   | |
| 62    | Distrito Histórico de Roseland Terrace               |        | 11 de março de 1982     | Limitado pela Government, 18th, Myrtle, e 22nd Sts. 30° 26′ 27″ N, 91° 10′ 03″ O | Baton Rouge   | |
| 63    | Roumain Building                                     |        | 11 de abril de 1985     | 343 Riverside Mall 30° 26′ 59″ N, 91° 11′ 18″ O | Baton Rouge   | |
| 64    | Igreja Episcopal de St. James                        |        | 5 de maio de 1978       | 208 N. 4th St. 30° 26′ 54″ N, 91° 11′ 12″ O | Baton Rouge   | |
| 65    | Catedral de St. Joseph                               |        | 22 de março de 1990     | Main e 4th Sts. 30° 27′ 06″ N, 91° 11′ 11″ O | Baton Rouge   | |
| 66    | Jared Young Sanders, Jr., House                      |        | 14 de fevereiro de 1997 | 2332 Wisteria St. 30° 26′ 34″ N, 91° 09′ 48″ O | Baton Rouge   | |
| 67    | Santa Maria Plantation House                         |        | 29 de dezembro de 1978  | Sul de Baton Rouge na Perkins Rd. 30° 20′ 35″ N, 91° 00′ 59″ O | Baton Rouge   | |
| 68    | Scott Street School                                  |        | 7 de julho de 1994      | 900 N. 19th St. 30° 27′ 23″ N, 91° 10′ 09″ O | Baton Rouge   | |
| 69    | Edifício de Arquivos da Southern University          |        | 11 de junho de 1981     | Campus da Southern University 30° 31′ 18″ N, 91° 13′ 06″ O | Scotlandville | |
| 70    | Distrito Histórico da Southern University            |        | 20 de maio de 1999      | Netterville Dr. e Swan Ave. 30° 31′ 23″ N, 91° 11′ 52″ O | Baton Rouge   | |
| 71    | Spanish Town                                         |        | 31 de agosto de 1978    | Limitado pelo State Capitol Dr. e 5th, 9th, and North Sts. 30° 27′ 16″ N, 91° 11′ 00″ O                                                                                             | Baton Rouge   | |
| 72    | Stewart-Dougherty House                              |        | 28 de março de 1973     | 741 North St. 30° 27′ 11″ N, 91° 10′ 57″ O | Baton Rouge   | |
| 73    | Tessier Buildings                                    |        | 16 de março de 1978     | 342, 346, e 348 Lafayette St. 30° 26′ 59″ N, 91° 11′ 20″ O | Baton Rouge   | |
| 74    | USS Kidd                                             |        | 9 de agosto de 1983     | Rio Mississippi próximo Government St. e River Rd. 30° 26′ 39″ N, 91° 11′ 30″ O | Baton Rouge   | |
| 75    | US Post Office and Courthouse-Baton Rouge            |        | 18 de maio de 2000      | 707 Florida Ave. 30° 26′ 58″ N, 91° 10′ 44″ O | Baton Rouge   | |
| 76    | Warden's House-Old Louisiana State Penitentiary      |        | 2 de dezembro de 1974   | 701-705 Laurel St. 30° 27′ 01″ N, 91° 10′ 59″ O | Baton Rouge   | |
| 77    | Welsh-Levy Building                                  |        | 8 de agosto de 2006     | 455-65 3rd St. 30° 27′ 04″ N, 91° 11′ 18″ O | Baton Rouge   | |
| 78    | Fonville Winans Studio                               |        | 27 de agosto de 1999    | 409 N. 7th St. 30° 27′ 02″ N, 91° 11′ 01″ O | Baton Rouge   | |
| 79    | Yazoo and Mississippi Valley Railroad Company Depot  |        | 19 de maio de 1994      | 100 S. River Rd. 30° 26′ 47″ N, 91° 11′ 24″ O | Baton Rouge   | |
| 80    | Zachary Railroad Depot                               |        | 28 de dezembro de 1983  | 4434 W. Central Ave. 30° 38′ 52″ N, 91° 09′ 25″ O | Zachary       | |